# Samson (lokomotywa)

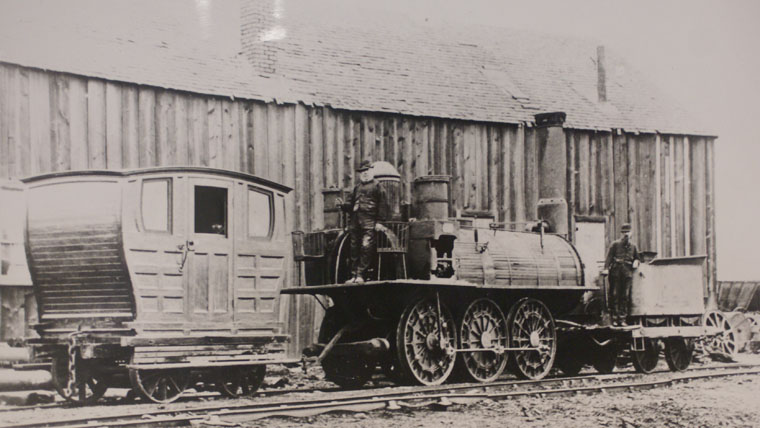
„Samson” wraz z tendrem i wagonem pasażerskim (połowa XIX wieku)

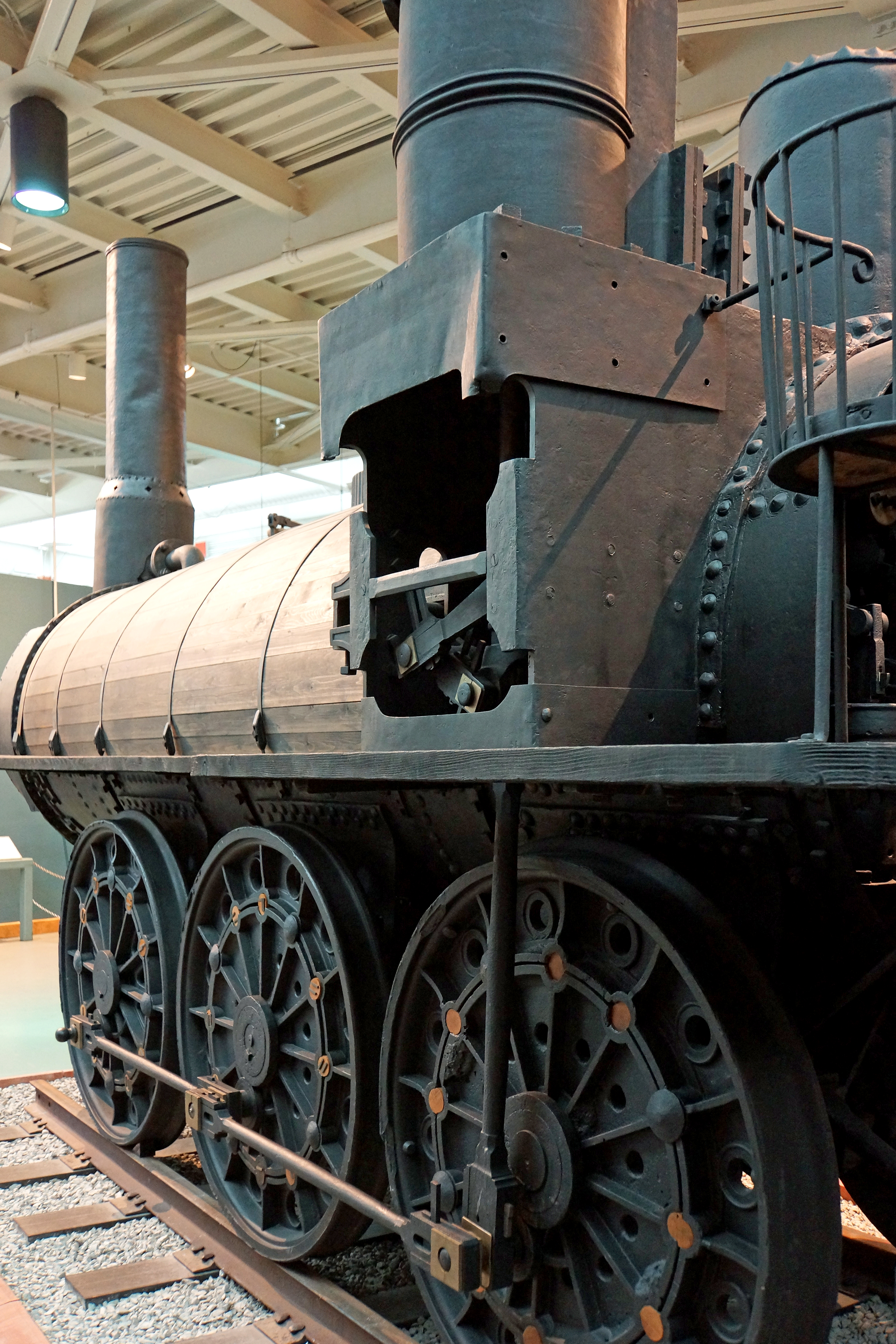
„Samson” (fragment)

„Samson” – przemysłowa lokomotywa parowa normalnotorowa, zbudowana w 1838 przez Timothy’ego Hackwortha w brytyjskim New Shildon, używana na nowoszkockiej kolei Albion Mines Railway w latach 1839–1882, ciągnąca składy o masie ok. 90 t. Eksponowana na wystawach w Chicago: National Exposition of Railway Appliances w 1883 i światowej w 1893, oraz w Halethorpe (Fair of the Iron Horse) w 1927. Jako eksponat muzealny wystawiona w New Glasgow (1950–1990), a od 1990 w Museum of Industry w Stellarton, tam przywrócona do stanu z chwili wycofania ze służby. Lokomotywa o układzie osi C (tj. 0-6-0) i ich rozstawie ok. 2640 mm (tj. 8′8″), o masie 18 ton, na tor o rozstawie szyn 1435 mm (tj. 4′8½″), osiągająca prędkość maksymalną ok. 13 km/h.

## Budowa
List z 22 lutego 1838 sekretarza przedsiębiorstwa wydobywczego General Mining Association (GMA) G.B. Foorda, zarządzającego kopalnią węgla kamiennego w nowoszkockim Albion Mines (od 1870 Stellarton) w hrabstwie Pictou, stanowił wezwanie wystosowane do brytyjskich inżynierów braci George’a i Johna Renniego do składania ofert, które miało dotyczyć budowy trzech lokomotyw parowych na węgiel o prostej budowie (dla kolei normalnotorowej: rozstaw szyn 4′8½″, tj. 1435 mm, w większości z minimalnymi nachyleniami (poniżej 2%), o najostrzejszym promieniu łuku rzędu około 500 m, tj. 25 ch), zdolnych do ciągnięcia 150 t brutto w dół rzeki przy prędkości ok. 13 km/h (8 mph) i powrotu z ważącymi 50 t pustymi węglarkami przy prędkości ok. 19 km/h (12 mph). Ostatecznie kontrakt na dostarczenie lokomotyw (a także obrotnic) uzyskał jako podwykonawca Timothy Hackworth najpewniej za pośrednictwem Michaela Longridge’a, który pozostawał w kontakcie z będącym w bliskich stosunkach z GMA angielskim inżynierem górnictwa Johnem Buddle’em.
„Samson” (nazwany tak jeszcze w Wielkiej Brytanii na cześć Szkocji) należał właśnie do grupy trzech normalnotorowych lokomotyw parowych (obok „Herculesa” – biorącego miano od Anglii – i „Johna Buddle’a” – nazwanego imieniem wyżej wspomnianego – pierwotnie określanego jako „Hibernia” na cześć Irlandii), które miały zostać wyprodukowane – pierwszy egzemplarz do sierpnia 1838, kolejne dwa do kwietnia 1839 – przez Hackwortha w brytyjskim New Shildon (za cenę ok. 10 tys. dolarów każda) dla obsługi kopalni „Albion”, będącej własnością GMA. Testy pierwszej lokomotywy Hackworth przeprowadził w sierpniu 1838, a kolejnych dwóch (nad którymi prace trwały w listopadzie 1838) na początku roku następnego, by (po załadunku nadzorowanym przez Davida Burna) w końcu wszystkie trzy lokomotywy zostały w ciągu sześciotygodniowego rejsu w ładowniach (należącego do Roberta Rayne’a) brygu „Ythan” przetransportowane w częściach (pod opieką zakontraktowanych przez Buddle’a: maszynistów George’a Davidsona i George’a Greatheada oraz brygadzisty u Hackwortha – Johna Stubbsa) przez Ocean Atlantycki z Newcastle-upon-Tyne (skąd wypłynęły w połowie kwietnia 1839) do Pictou, gdzie dotarły 27 maja tego roku. Części lokomotyw następnie zostały przewiezione holowanymi przez parowiec przedsiębiorstwa wydobywczego barkami w górę rzeki East River i zmontowane w odlewni GMA (pod kierunkiem Davidsona i Stubbsa).

## Eksploatacja
„Samson” po przybyciu do Nowej Szkocji po raz pierwszy został (jako pierwszy z trójki bliźniaczych konstrukcji) uruchomiony i testowany latem 1839 (jako prawdopodobnie trzecia lokomotywa w brytyjskiej Ameryce Północnej, pierwsza o układzie osi C (tj. 0-6-0) i przez około dekadę najcięższa i o największej mocy) na już oddanym fragmencie toru Albion Mines Railway przy kopalni, prowadzony przez trzyosobową załogę przybyłą z Wielkiej Brytanii (później szkolącą też obsługę lokalną): George Davidson (maszynista; przez wiele późniejszych lat prowadził tę lokomotywę), David Floyd (palacz), Patrick Kerwin (hamulcowy), którego córka Margaret, wzięta do pojazdu, została pierwszą pasażerką. Używana nieregularnie aż do końca lata (uroczyste otwarcie linii kolejową – jakkolwiek ukończonej jedynie fragmentarycznie na odcinku ok. 4 km – nastąpiło 19 września 1839), kiedy wraz z dwoma bliźniaczymi lokomotywami weszła do służby liniowej (oprócz Davidsona przez około 40 lat „Samsona” prowadził też Donald Thompson) na docelowo (od maja 1840) ok. 10-kilometrowej trasie kopalnia–nabrzeże na Dunbar Point (The Loading Ground; Abercrombie), ciągnąc węglarki (również zamówione w Wielkiej Brytanii, wykonane u Roberta Rayne’a) i pozostający na stanie przedsiębiorstwa, a zbudowany niedługo później, w 1840, wagon pasażerski dla zarządzających kopalnią W początkowym okresie lokomotywa dziennie wykonywała trzy pełne kursy (tam i z powrotem), ciągnąc w kierunku nabrzeża trzydzieści pełnych węglarek (po 3 t każda), w latach 1840–1853 średniorocznie w ciągu 113 dni roboczych „Samson” przewoził ok. 35 tys. t (29 913 chaldronów) węgla, pokonując blisko 7600 km (4721 mi), przy rocznych kosztach utrzymania rzędu 285 funtów (z czego 60 na naprawy). Od 1867 „Samson” został przeniesiony do pracy manewrowej, w 1872 kopalnia wraz z linią kolejową przeszła w posiadanie Halifax Coal Company, a po odstawieniu w 1875 „Johna Buddle’a” (budowa korzystniejszego połączenia z przechodzącym nieopodal kopalni systemem Intercolonial Railway (ICR), a tym samym uzyskaniu połączenia z dogodniejszym nabrzeżem w Moodie Point (Pictou Landing)), „Samson” i „Hercules” pozostawały czynne do początku lat 80. XIX wieku, kiedy też zostały odstawione w związku z zaprzestaniem użytkowania nabrzeża przy Dunbar Point. Fuzja trzech okolicznych przedsiębiorstw wydobywczych (poza właścicielem kopalni w Stellarton także Acadia Coal Company z Westville i Vale Coal Railway and Manufacturing Company z Thorburn) w Acadia Coal Company w 1885, a niedługo potem wyłączenie z użytkowania fragmentu od Dunbar Point do łącznicy z ICR, spowodowało, że obie bliźniacze lokomotywy zostały zezłomowane, najpierw w 1885 „John Buddle” (dowodnie co najmniej do 1894 zachował się jej kocioł służący, jako stacjonarne źródło energii), a w 1892 „Hercules”.

## Obiekt muzealny
Losy Samsona ułożyły się inaczej niż jego bliźniaczych konstrukcji, w 1883 bowiem (razem z tendrem i wyżej wspomnianym wagonem pasażerskim) została wypożyczona na wystawę National Exposition of Railway Appliances w Chicago, odgrywając tam (niesłusznie) rolę najstarszej lokomotywy z Kanady; towarzyszył jej w tej podróży George Davidson i dróżnik ICR C.W. Archibald. Po kolejnych 10 latach lokomotywa została ponownie wypożyczona przez komisję przygotowującą wystawę światową w 1893 do Chicago (pojechał z nią znów Davidson), skąd już nie wróciła ze względu na brak zainteresowania jej powrotem ze strony Acadia Coal Company. Lokomotywa została niedługo potem przejęta za sumę 300 dolarów przez przedsiębiorstwo Baltimore and Ohio Railroad w celach zachowawczych, by w końcu wczesną jesienią 1927 pokazać „Samsona” na wystawie Fair of the Iron Horse z okazji stulecia przedsiębiorstwa w Halethorpe, a w 1928 (wraz z „Albionem”) znalazła się (dzięki trwającym od początku lat 20. XX wieku rozmowom prowadzonym przez członka parlamentu kanadyjskiego Williama Andersona Blacka) z powrotem w Nowej Szkocji w Halifaksie, gdzie została początkowo ustawiona jako pomnik na ówczesnym Cornwallis Square (naprzeciwko tamtejszej stacji kolejowej), jednak ze względu na warunki pogodowe szybko została przeniesiona do tamtejszej hali peronowej, którą opuściła na krótko w związku z obchodami 200-lecia miasta w 1949, po czym została umieszczona w garażu prowincjalnego departamentu drogowego. W 1950 „Samson” i „Albion” znalazły się (dzięki staraniom burmistrzów Stellarton i New Glasgow) z powrotem w hrabstwie Pictou – ten pierwszy (po renowacji przez Trenton Industries i Western Woodworkers) w New Glasgow, gdzie na jego przechowanie początkowo wygospodarowany został mały, samodzielny budynek przy północnym krańcu stacji kolejowej i gdzie wykonano replikę wagonu pasażerskiego (oryginał pozostał w Stanach Zjednoczonych i był jako Nova Scotia coach eksponowany m.in. na nowojorskiej wystawie światowej w 1939 i 1940), sama lokomotywa stanowiła zaś centralny obiekt podczas lokalnych obchodów stulecia konfederacji (eksponowana była w oddanym wówczas nowym budynku niedaleko miejskiej biblioteki), by w końcu (wraz z „Albionem”) w 1990 zostać przeniesiona do miejsca współczesnego przechowywania i ekspozycji, czyli do pobliskiego Museum of Industry w Stellarton (znajdującym się w pobliżu dawnej parowozowni GMA na Albion Mines Railway), będąc tam najstarszą zachowaną lokomotywą użytkowaną w Kanadzie, jedyną brytyjską konstrukcją tego typu powstałą w I połowie XIX wieku.

### Prace konserwatorskie
W 1992 lokomotywa była obiektem wstępnych ocen konserwatorskich ze strony Michaela Baileya i Johna Glithero, mających za zadanie ustalenie najwłaściwszego działania względem eksponatu, uwzględniających cztery możliwości (konserwacja bez zmian; przywrócenie do stanu pierwotnego; przywrócenie do stanu z chwili wycofania ze służby; przywrócenie do stanu umożliwiającego uruchomienie), w wyniku których przeprowadzono prace konserwatorskie polegające na przywróceniu „Samsona” do stanu z chwili wycofania ze służby. Jeszcze przed przystąpieniem do właściwych prac konserwatorskich stwierdzono brak kilku mniejszych części, niedziałający kocioł czy nieoryginalne koła (wymienione przez Baltimore and Ohio Railroad), jednak stan samego eksponatu określony został jako zasadniczo dobry. Po dokonaniu niezbędnych prac konserwatorskich (w trakcie których dokonano m.in. zdjęcia warstwy zielonej i kremowej farby, nałożonych w latach 50. XX wieku, i pomalowania warstw podatnych na rdzę farbą koloru czarnego) odkryto np. świadectwa dawnych napraw wewnątrz kotła, inicjały wybite przez robotników czy cztery różne rodzaje użytych nitów, podjęto też decyzję, że najbardziej podatne na zniszczenie odnowione elementy zostaną zastąpione współcześnie wykonanymi replikami, co umożliwiło od 1995 odpowiednie eksponowanie zabytku.

## Konstrukcja
Lokomotywa o konstrukcji samonośnej, ważąca 18 t, wyposażona jest w ładowany od przodu kocioł z paleniskiem o długości ok. 4 m (13′) i średnicy ok. 1,2 m (4′), o pojemności 2400 litrów, czyli 540 galonów, o ciśnieniu wewnątrz kotła do 1856 rzędu ok. 4,9 at (70 lbf/in²), a w późniejszym okresie – ok. 3,2 at (45 lbf/in²), z wewnętrznym dużym u-kształtnym kanałem ogniowym. Silnik parowy typowy dla konstrukcji Hackwortha (jedyny tego typu użytkowany w Kanadzie) wyposażony jest w zamontowane pionowo na tyle lokomotywy powyżej tylnej pary kół cylindry o średnicy ok. 385–400 mm (15¼″–15¾″, ze względu na prowadzone kilkukrotnie prace konserwacyjne prawdopodobnie pierwsza wartość odnosi się do wymiarów pierwotnych, a ostatnia poświadczona jest dla momentu wycofania ze służby), których skok tłoka (potwierdzony pomiarami przeprowadzonymi przed 1959 przez członków Canadian Railroad Historical Association) wynosił ok. 460 mm (18″), o wolnym przekroju zaworu ok. 15 cm² (2¼″), tłoczyska działają na bazie mechanizmu prostowodowego Watta (bez krzyżulców), a korbowody są połączone bezpośrednio z tylnymi kołami napędnymi. Łożyska osi są przytwierdzone do stalowych uchwytów przynitowanych do dolnej części kotła, tylko środkowe i przednie łożyska są wyposażone w resory. Sześć kół żeliwnych składających się z dwóch części, umocowanych do piasty za pomocą 12 drewnianych kołków, tj. w typie zazwyczaj stosowanym w lokomotywach Hackwortha, o układzie osi C i rozstawie ok. 2640 mm (8′8″), każde koło ma średnicę wynoszącą ok. 1220 mm (48″). Na otwartej platformie z tyłu lokomotywy za silnikiem umiejscowiono miejsce dla maszynisty, siedzącego na żelaznym krześle, skąd w razie potrzeby regularnie sprawdzał zawory, przemieszczając się obok prawego cylindra w kierunku czoła pojazdu. Układ hamulcowy zbudowany był z krótkich łańcuchów przymocowanych do korpusu lokomotywy, z hakami na ich końcach, które w momencie hamowania były zaczepiane o szprychy kół, co blokowało koło i tym samym umożliwiało zatrzymanie. Tender był pchany z przodu lokomotywy, ze względu na budowę drzwiczek paleniskowych palacz był zmuszony dostarczać węgiel od lewej strony.

## Właściwości trakcyjne
Lokomotywa określana przez maszynistów jako niezawodna i dobrze radząca sobie na podjazdach, pracująca tak samo dobrze w jeździe naprzód, jak i wstecz, o dużej mocy, osiągała prędkość maksymalną ok. 13 km/h (8 mph), pracowała zazwyczaj z prędkością ok. 10 km/h (6 mph).